# ドント・コピー・ザット・フロッピー
ドント・コピー・ザット・フロッピー(Don't Copy That Floppy)は、アメリカ合衆国において1992年にソフトウェア出版社協会(SPA)が展開した反著作権侵害キャンペーンである。
SPA、教育部門海賊版対策委員会、著作権保護基金の協力のもと、Vilardi Filmsと共同で制作されたキャンペーンのビデオは、ワシントンD.C.のカドーゾ高校で撮影され、著作権活動家のM・E・ハートがMCダブルデフDP(MC Double Def DP)というラッパーの役で出演した。
各団体はこのビデオが収録されたVHSテープを各学校に郵送で配布した。後年、YouTubeなどを通じてこのビデオが人気となり、公式ページの表示回数は2018年11月現在で180万回を超えている。
2009年5月、ソフトウェア・情報産業協会（1999年にソフトウェア出版社協会と情報産業協会と合併して発足）は、"Don't Copy That Floppy"の続編"Don't Copy That 2"の予告編を2009年9月9日に公開した。続編では、MCダブルデフDPがデジタル時代の「海賊版」に立ち向かう姿が描かれている。

## あらすじ
二人のティーンエイジャー、ジェニー（演 マーヤ・アレン）とコーリー（演 ジミー・トッド）が教室のコンピュータでゲームをしている。コーリーは、ゲームに熱中して激しくキーを操作している。ジェニーは横からコーリーをからかっている。
コーリーはイライラして再度ゲームをしようとするが、ジェニーはこの後授業があるため、もう行く必要があった。そこで、コーリーは家でもプレイできるようにゲームをコピーすることにした。コーリーがアップルのMacintosh LCに空のフロッピーディスクを挿入すると、ディスプレイにMCダブルデフDPというラッパー（演 M・E・ハート）が出演するビデオ「ディスクプロテクター」が映し出される。
このビデオのポイントは、ソフトウェアの著作権を侵害するとゲーム業界は利益を失い、結果としてコンピュータゲームの生産が停止されてしまうというメッセージである。ビデオでは、例として1980年代末から1990年代半ばにかけて最も成功し、ベストセラーとなったゲームである『オレゴン・トレイル』、『テトリス』、カルメン・サンディエゴシリーズなどが映し出される。
ラップ映像の途中に、アーティスト、ライター、プログラマー、弁護士のインタビューが挿入されている。これらの人々は、ゲーム『ネヴァーウィンター・ナイツ』（AOLが提供していたMMORPG）の初期バージョンのデザインを担当したスタッフであり、この問題をより詳細に説明している。
- Craig Dykstra (AOL) - プロジェクトマネージャー、ソフトウェア開発、技術サポート
- Dave Butler (AOL) - 技術ディレクター、プラットフォーム開発
- Janet Hunter (AOL) - システム解析
- Ilene Rosenthal (SPA) - 弁護士

ゲームはどのようにして作られているのかを説明しており、20～30人で様々なパーツを組み合わせ、ドキュメント作成、技術サポート、マーケティングなどを行っていることが示されている。売り上げが悪いと、不評と判断して製作が中止されてしまうこともあるということも述べている。
ビデオの最後に、DPは、ゲームをコピーするかどうかを自分自身のために決めるようにコーリーとジェニーに促して、フェードアウトする。彼らは、コピーしないことにする。コーリーは、夏のアルバイトでお金が残っているので、それでゲームを購入することを決める。ジェニーはそれに同意し、コーリーが買ったゲームには紙の取扱説明書も付いてくると冗談を言う。
『ウォールストリート・ジャーナル』紙は、このビデオはテレビコメディ『セイヴド・バイ・ザ・ベル』に似ていると指摘している。また、このビデオは、古典的なバブルガムヒップホップの一例としても注目されている。

## 批判
このキャンペーンに対する批判は主に教育者や報道関係者からのもので、オンラインでの著作権の問題を広範囲に扱わずに、一つの視点だけを宣伝していると批判した。その視点とは特定のグループ（ソフトウェア出版業界）にのみ利益をもたすもので、自由ソフトウェア運動のような代替案を提示しておらず、偏ったものであると彼らは主張した。

## インターネットでの人気の復活
2000年代の終わりに、この動画がインターネット・ミームとして人気が復活した。制作者が非商用目的でのコピーを認めていたため、2000年代半ばにGoogle ビデオやYouTubeなどの動画共有サービスが普及してから、この動画はバイラル・ビデオとなった。2004年にオンラインコミュニティYTMNDで人気を博した後、2005年、2006年、2008年にはYouTubeでの人気が高まり、リミックスやパロディなども生まれ、現在ではインターネット上で人気のあるミームとなっている。

## 続編
2009年5月、ソフトウェア・情報産業協会(SIIA)は、1992年のオリジナルビデオの続編"Don't Copy That 2"の予告編を2009年9月9日に公開した。続編では、M・E・ハートがMCダブルデフDPとして再登場する。予告編では、武装したSWAT警察が家を襲撃し、違法ダウンロードをしようとした家族を逮捕する様子が映し出されている。SIIAのウェブサイトには、「1992年の"Don't Copy That Floppy"の続編で、反海賊のヒーロー、MCダブルデフDPが、海賊になるための知識を投下するために戻ってくるだろう」と書かれている。
"Don't Copy That 2"は2019年5月20日現在、YouTubeで55万回以上の再生回数を記録している。

### 続編への批判
本来ターゲットとすべき視聴者（主にティーンエイジャー）には馴染みの薄い『Doom』シリーズやクリンゴンをネタにしており、時代遅れであるという批判がある。また、続編では、著作権法はどのように執行されるのか、実際にどのようなコピーが犯罪となるのか、どのような罰則があるのかについて、誤って表現していると批判されている。